# Universidad de Belgrano
La Universidad de Belgrano es un centro de educación superior de gestión privada, ubicado en la ciudad de Buenos Aires, Argentina. Tomó su nombre del barrio porteño de Belgrano. Reparte sus facultades entre las sedes de las calles Zabala y Villanueva.

## Historia
Fue fundada el 11 de septiembre de 1964 en conformidad con la ley N.º 14.557 sancionada en el año 1958 que reglamentó el funcionamiento de las Universidades Privadas en la República Argentina.
Su primera sede se encontró en la intersección de la Avenida Crámer y Sucre, en lo que en ese momento se conocía como el Pueblo de Belgrano. Inició sus actividades con 90 estudiantes, 28 profesores y un empleado.
El fundador de la Universidad de Belgrano, el Dr. Avelino José Porto, hoy es Presidente Emérito y Presidente de la Fundacion Universidad de Belgrano.

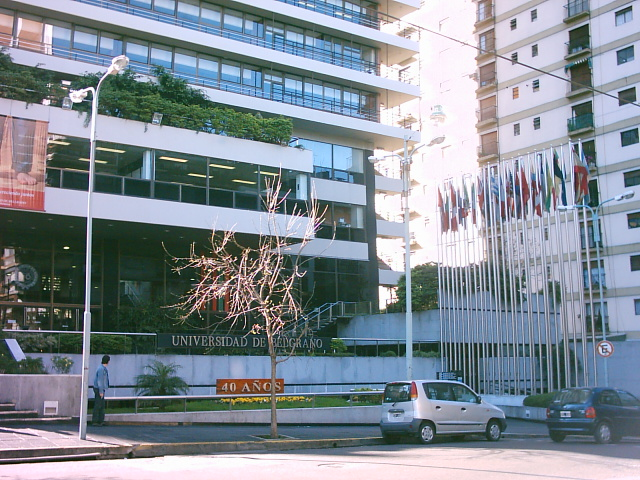
Torre universitaria, sede central.

Las consultas efectuadas por el Ministerio de Cultura y Educación a las Academias Nacionales de las respectivas disciplinas que funcionaban en la Universidad y a los expertos más destacados en cada una de ellas, determinaron que el día 26 de enero de 1970 el entonces Presidente de la Nación, Roberto Marcelo Levingston concendiera a la Universidad de Belgrano la autorización definitiva para funcionar.
Actualmente, la universidad también opera una emisora de radio, la cual transmite en los 90.9 MHz de la frecuencia modulada. La programación consta de noticias y shows de variedades provistos por la BBC, además de espacios musicales temáticos (música clásica, romántica, pop, etc).  Tiene un programa de televisión denominado "Universidad Crítica" por el canal América 24 los sábados a las 13:00.

## Deportes
La Universidad de Belgrano ofrece una serie de actividades deportivas a través de convenios con gimnasios, campos de deportes y clubes. En muchos casos existen equipos conformados que compiten anualmente nivel inter-universitario. Los deportes que cuentan actualmente con representaciones en ligas deportivas (Mayoritariamente en ADAU - Asociación de Deporte Amateur Universitario -) y realizan entrenamientos semanales son:
- Fútbol (Masculino/Femenino)

Estos equipos están abiertos a la incorporación de nuevos miembros a lo largo del año. Además, la Universidad ofrece convenios para la práctica de los siguientes deportes/actividades:
- Running Team
- Ajedrez

## Facultades
Su estructura inicial fue organizada en cuatro facultades: Derecho y Ciencias Sociales, Humanidades, Ciencias Económicas y Arquitectura y Urbanismo. 
Actualmente, la Universidad de Belgrano cuenta con las siguientes facultades en las que se imparten estas carreras de grado: 

### Facultad de Arquitectura y Urbanismo
- Arquitectura
- Diseño en Comunicación Visual, Gráfica y Digital
- Lic. en Publicidad
- Lic. en Diseño de Interiores

### Facultad de Ciencias Agrarias
- Lic. en Administración y Gestión de Agronegocios

(Anteriormente Lic. en Economía Agropecuaria, Lic. en Comercialización Agropecuaria y Lic. en Administración Agraria). Los alumnos pueden obtener a los dos años el título de Técnico en Producción Agropecuaria.

### Facultad de Ciencias de la Salud
- Lic. en Nutrición

### Facultad de Ciencias Económicas
- Contador Público
- Lic. en Economía
- Lic. en Administración
- Lic. en Comercio Exterior
- Lic. en Marketing / Comercialización

### Facultad de Ciencias Exactas y Naturales
- Lic. en  Ciencias Biológicas
- Farmacia

### Facultad de Derecho y Ciencias Sociales
- Abogacía
- Lic. en Relaciones Internacionales
- Lic. en Ciencia Política, Gobierno y Administración

### Facultad de Humanidades
- Lic. en Psicología
- Lic. en Relaciones públicas e institucionales
- Producción y Dirección de Contenidos Audiovisuales
- Lic. en Ciencias de la Comunicación

### Facultad de Ingeniería y Tecnología Informática
- Ingeniería civil
- Ingeniería Industrial
- Ingeniería en informática

### Escuela de Lenguas y Estudios Extranjeros
- Traductorado Público, Literario y Científico-Técnico de Inglés
- Lic. en Lengua Inglesa

La Universidad de Belgrano tiene 78 convenios de doble diploma con universidades europeas y 142 convenios de intercambio con universidades de todo el mundo.

## Tecnicaturas Universitarias
La Universidad de Belgrano brinda a los graduados de algunas tecnicaturas la posibilidad de continuar sus estudios en las licenciaturas respectivas.

### Facultad de Arquitectura y urbanismo
- Diseño de Indumentaria

### Facultad de Humanidades
- Producción de Medios Audiovisuales, Eventos y Espectáculos
- Agente de Viajes y Turismo
- Acompañante Terapéutico

### Facultad de Ingeniería y Tecnología Informática
- Programación de Computadoras
- Diseño y Animación Digital

### Facultad de Ciencias Agrarias
- Producción Agraria

## Unidades académicas que dictan carreras de posgrado
La Universidad de Belgrano cuenta con las siguientes unidades académicas en las que se imparten estas carreras de posgrado (todas acreditadas por CONEAU): 

### Facultad de Derecho y Ciencias Sociales
- Especialización en Derecho de la Empresa (CONEAU 453/10)
- Especialización en Derecho Administrativo (CONEAU 1037/11)
- Especialización en Derecho Ambiental (CONEAU 454/10)
- Especialización en Derecho Tributario (CONEAU 412/2010)
- Especialización en Derecho Penal (CONEAU 192/2005)
- Doctorado en Ciencia Política (CONEAU 438/2001)
- Maestría en Relaciones Internacionales (CONEAU 338/2001)

### Facultad de Ciencias Económicas
- MBA - Mención Dirección Estratégica (CONEAU 807/11)
- Especialización en Impuestos (CONEAU 412/10)
- Especialización en Análisis Financiero (CONEAU 748/15)

### Facultad de Arquitectura y Urbanismo
- Maestría en Desarrollo de Emprendimientos Inmobiliarios (CONEAU 801/21)
- Diplomaturas en Arquitectura

### Facultad en Humanidades
- Maestría en Análisis y Gestión Organizacional (CONEAU 243/9)

### Facultad de Lenguas y Estudios Extranjeros
- Maestría en Traducción / Masters Program in Translation (Con el auspicio de la Fundación Internacional Jorge Luis Borges)
- Maestría en Lengua Inglesa (CONEAU 116/13)
- Diplomatura en Capacitación en Inglés de Negocio
- Diplomatura en Traducción al inglés de Especialidad